# Ribbesbüttel
Ribbesbüttel là một đô thị thuộc the huyện Gifhorn, trong bang Niedersachsen, Đức. Đô thị này có diện tích 24,51 km².